# Divisió d'Hyderabad
La divisió d'Hyderabad fou una antiga divisió administrativa del Pakistan, que va existir fins a l'agost de 2000 quan les divisions foren suprimides i els districtes que les integraven van pujar un nivell. Els districtes que formaven la divisió eren els de Dadu, Thatta, Badin i Hyderabad (posteriorment reorganitzats). Formava tota la part oest i sud-oest del Sind, excepte la divisió de Karachi a l'extrem sud-oest
La població el [1981] era de 4.678.290 habitants i el 1998 de 6.829.537 habitants. La superfície era de 48.670 km². La capital era la ciutat d'Hyderabad (Pakistan).
Vegeu també: Districte d'Hyderabad (Pakistan)